# Cheng Heng
Cheng Heng (Provincia di Takéo, 10 gennaio 1910 (secondo alcune fonti nel 1916) – Provincia di Takéo, 15 marzo 1996) è stato un politico cambogiano.
Fu Presidente dell’Assemblea Nazionale cambogiana (1968-18 marzo 1970) e ricoprì, dapprima a titolo provvisorio, l’ufficio di Presidente della Repubblica (18 marzo 1970 – 9 marzo 1971), durante il periodo della Repubblica Khmer (1970–1975). Dopo la caduta della Repubblica Khmer visse in esilio negli Stati Uniti d'America (1975-1992) prima di tornare in patria nel 1993.

## Biografia

### Carriera amministrativa
Nato da una famiglia di origine sino-khmer della Provincia di Takéo appartenente al ceto medio contadino, Cheng Heng riuscì a raggiungere l’agiatezza come uomo d’affari e proprietario terriero. Entrò nell’amministrazione coloniale della Cambogia, progredendo in carriera probabilmente fino al grado di Oudom-Montrey (mandarino di grado superiore) verso la metà del decennio 1950’.

### Carriera politica
Cheng Heng entrò in politica nel 1958, in una fase dominata dal partito Sangkum del principe Norodom Sihanouk: dopo un inizio di carriera non contrassegnato da iniziative notevoli, nel 1961-1962 fu nominato Segretario di Stato per l’Agricoltura in un governo presieduto dallo stesso Sihanouk, e nel 1962 fu eletto deputato nelle file del Sangkum per il Distretto di Ta Khmau. Nel 1966, quando per la prima volta il Sangkum presentò una pluralità di candidati in ciascun collegio, fu sconfitto da un giovane candidato sihanoukista, Keo Sann. Divenuto nel frattempo direttore della prigione principale di Phnom Penh, Heng rientrò in Parlamento nel 1967 tramite un turno di elezioni suppletive, diventando Presidente dell’Assemblea Nazionale nel 1968, col sostegno della Socio-Republican Association del gen. Lon Nol e del gen. Sisowath Sirik Matak, principe di sangue reale e legittimo erede della dinastia Sisowath.

### Destituzione di Sihanouk e proclamazione della Repubblica
Nel 1970 Cheng Heng, all’epoca ancora Presidente dell’Assemblea Nazionale e divenuto figura politicamente autorevole, partecipò insieme al Primo Ministro generale Lon Nol, al principe Sirik Matak e al generale In Tam, all’organizzazione e alla direzione del colpo di Stato che destituì Sihanouk il 17-18 marzo; il 18 marzo 1970 Cheng Heng fu eletto Capo Provvisorio dello Stato, in attesa di determinarne la forma monarchica o repubblicana, lasciando a In Tam la Presidenza dell’Assemblea Nazionale; Lon Nol, per parte propria, assunse in base allo stato di emergenza gran parte dei poteri politici spettanti al Capo dello Stato, lasciando a Cheng Heng (divenuto Presidente della Repubblica il 9 ottobre 1970) funzioni eminentemente rappresentative (comunque non necessariamente trascurabili): uno dei primi incontri del nuovo Capo dello Stato Cambogiano consistette nel ricevere la visita del Vicepresidente statunitense Spiro Agnew, giunto a Phnom Penh nel luglio 1970 (si racconta che, nell’occasione, Cheng Heng, evidentemente non riconosciuto dalla scorta di Agnew,  fosse stato minacciato con le armi dagli agenti di sicurezza statunitensi).
Un incidente politico ai danni di Keo An, docente dissidente di ispirazione sihanoukista e fratello del vecchio competitore elettorale di Cheng Heng, Keo Sann, mise in situazione di almeno potenziale imbarazzo il Capo dello Stato e Lon Nol assunse egli stesso la Presidenza della Repubblica il 9 marzo 1972, accantonando almeno temporaneamente Cheng Heng. Nel 1973, allo scopo di ampliare il coinvolgimento e il consenso politico attorno alle istituzioni repubblicane, fu istituito un “Alto Consiglio Politico” e Cheng Heng ne divenne membro in una più defilata posizione come Vicepresidente.

### Sconfitta della Repubblica ed esilio
Nel 1975, in previsione della conquista di Phnom Penh, Cheng Heng fu inserito nella lista dei c.d. "Sette Traditori" (insieme a Lon Nol, Sisowath Sirik Matak, In Tam, Long Boret, Sosthene Fernandez, Son Ngoc Thanh) proclamata dai comunisti Khmer Kraham, con ciò preannunciandosi la sua immediata esecuzione qualora catturato; prima della caduta della capitale (18 aprile 1975) l’ex Presidente della Repubblica abbandonò la Cambogia per raggiungere Parigi (1 aprile).

### Ritorno dall'esilio e morte
In Francia Cheng Heng si unì agli esuli seguaci di Son Sann, capo delle forze anticomuniste Khmer Serei ancora operanti lungo il confine thailandese, svolgendo attività politica nell’ambito della diaspora cambogiana ostile al regime Khmer Kraham e all’ambiguo Sihanouk, diventato il primo Capo dello Stato del nuovo regime. Dopo gli accordi di Parigi tra le fazioni cambogiane nel 1991 (23 ottobre) l’ormai anziano Cheng Heng tornò in Patria fondando un partito (Republican Coalition Party) col quale tentò un’infruttuosa partecipazione alle elezioni nel 1993 prima di morire nel 1996.